# Cliff Simon
Pour les articles homonymes, voir Simon (patronyme).
Cliff Simon, né le 7 septembre 1962 à Johannesbourg et mort le 9 mars 2021 à Topanga, est un acteur sud-africain. 

## Biographie
Simon naît à Johannesbourg le 7 septembre 1962. Il déménage à Londres pour terminer l'école puis retourne en Afrique du Sud où il s'engage dans la South African Air Force pendant deux ans.
Entre 15 et 18 ans, Simon est un athlète international et olympique en natation et pratique la gymnastique à un niveau national. Il travaille en Europe pendant douze ans comme modèle professionnel et danseur, et se produit pendant un an au Moulin Rouge à Paris.
Il retourne en Afrique du Sud en 1987 et devient M. South Africa en 1992. Simon déménage aux États-Unis avec sa femme en 2000 où il travaille sur plusieurs projets, se lançant dans une carrière d'acteur. Il apparaît dans Nash Bridges et notamment Stargate SG-1, interprétant Ba'al, un antagoniste.

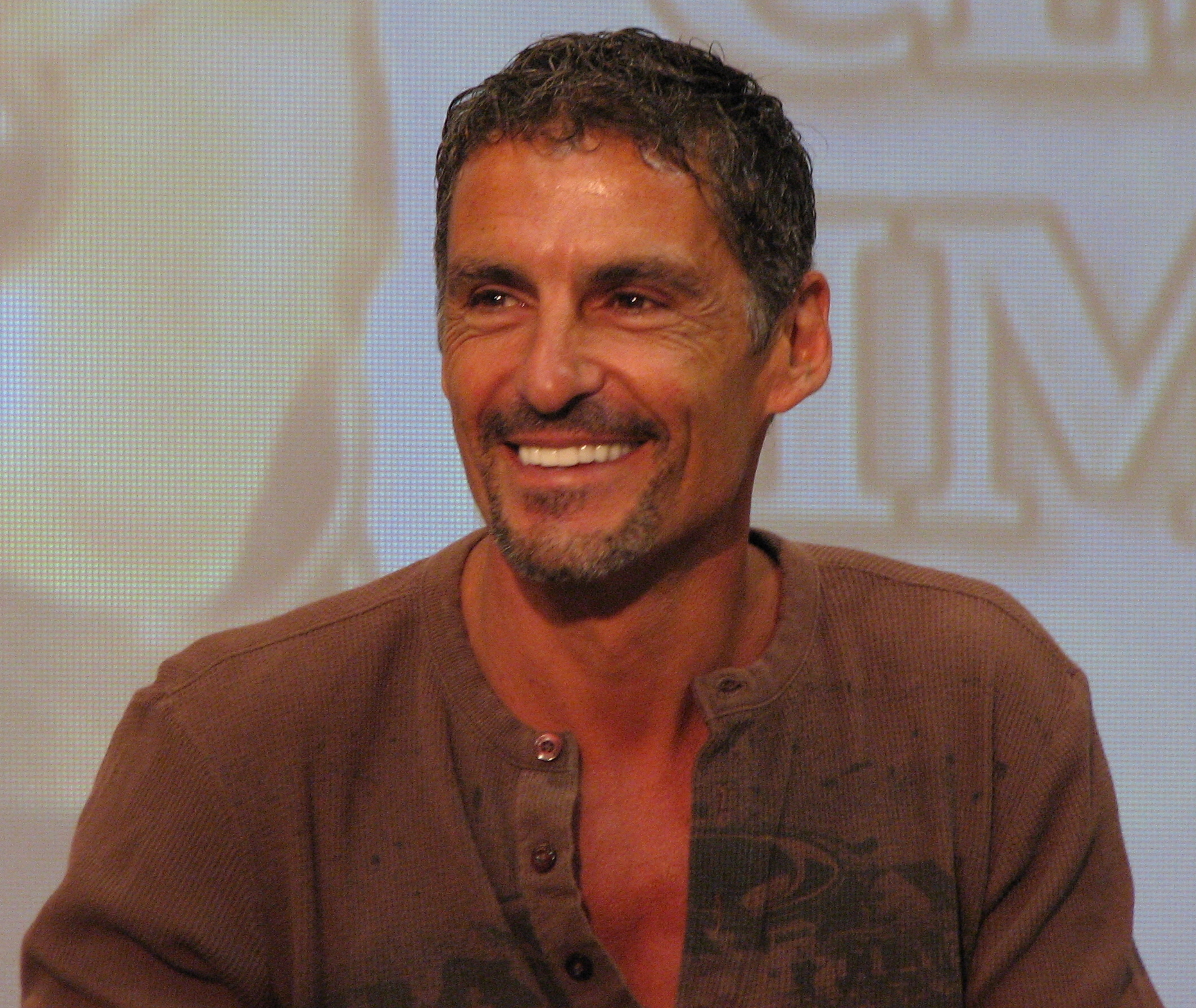
Simon en novembre 2007.

Le 11 mars 2021, sa mort est annoncée sur ses réseaux sociaux par un communiqué de sa femme Colette. Elle révèle qu'il a perdu la vie deux jours plus tôt, âgé de 58 ans, à la suite d'un accident de kitesurf survenu à la plage de Topanga, en Californie.

## Filmographie

### Films
- 2000 : Operation Delta Force 5: Random Fire (DTV) : Austin
- 2008 : Stargate : Continuum (DTV) : Ba'al
- 2016 : All Your Base: Last of Last (court-métrage) : narrateur
- 2017 : Project Eden : Roman Nevsky
- 2020 : The Long Dig (court-métrage) : Ioseph

### Télévision
- 1992-1999 : Egoli: Place of Gold (série) : Gregory (Mitch), Mitchel
- 1993 : Un privé sous les tropiques (série) : Latino (s3e33 : Arnaque immobilière)
- 2000 : Nash Bridges (série) : Dick van der Goes (s6e2 : De vrais faux diamants)
- 2001-2007 : Stargate SG-1 (série) : Ba'al (15 épisodes)
- 2010 : 24 heures chrono (série) : le sniper (s8e1 : Jour 8 : 16:00 - 17:00)
- 2010 : Undercovers (série) : l'acheteur (s1e4 : Au plus offrant)
- 2011 : NCIS : Los Angeles  (série) : Jans Christian Kemp (s2e13 : Au champ d'honneur / Archange)
- 2012 : Des jours et des vies (série): Comte Wilheim (3 épisodes)
- 2013 : NCIS : Enquêtes spéciales : (série) : Capitaine du The Ocean Voyager (s10e22 : Vendetta)
- 2014 : NCIS : Nouvelle-Orléans : (série) : Dmitry Babakov (s1e03 : Les Évadés)
- 2014 : The Americans (série) : agent du Mossad (2 épisodes)
- 2014 : Castle (série) : Polkovnik (s7e4 : Un problème enfantin)
- 2015 : E&N with Ed Neusbit (série) : Mikhail Korniyenko (s1e9)
- 2016 : Esprits criminels : Unité sans frontières (série) : Curtis Miller (s1e10 : Pretorius)
- 2018 : Personal Space (série) : James LaBarre (4 épisodes)
- 2019 : The Adventures of Detective Samantha Sturgess (série) : Johhny Rodriguez (épisode pilote : The Annunaki Code)
- 2020 : Into the Unknown (série documentaire) : lui-même

### Jeux vidéo
- 2015 : The Order : 1886 : voix additionnelles
- 2015 : Metal Gear Solid V: The Phantom Pain : soldats / extras